# Эрнандес Касиано, Даниэль
Хесус Даниэль Эрнандес Касиано (исп. Jesús Daniel Hernández Casiano; род. 1 августа 2001, Флоренсио-Вильярреаль, Герреро) — мексиканский футболист, полузащитник «Пачука».

## Клубная карьера
Эрнандес — воспитанник клуба «Пачука». 25 октября 2021 года в матче против «Хуареса» он дебютировал в мексиканской Примере. В 2022 году игрок помог команде выиграть чемпионат. 5 марта 2023 года в поединке против столичной «Америки» Даниэль забил свой первый гол за «Пачуку».  

## Достижения
Клубные
 «Пачука»
- Победитель мексиканской Примеры — Апертура 2022